# 王允
王 允（おう いん、137年 - 192年)は、中国後漢末期の政治家。字は子師。并州太原郡祁県（現在の山西省晋中市祁県）の人。呂布と共謀して董卓を殺害したが、その部下に逆襲されて殺害された。兄は王宏。弟は王懋。子は王蓋・王景・王定（王宗）。孫は王黒。甥は王晨・王淩。祖先は王賁。

## 略歴

### 前歴
若い頃、名儒として名を馳せていた郭泰から「王允は一日に千里を走り、王佐の才（王を佐（たす）ける才、主君に仕えてその人を偉大足らしめる才能の持ち主）である」と英才の誉れと評されていた。
19歳にして郡の役人となった。当地では、趙津という者が悪行を繰り返し問題となっていたが、王允はこれを捕らえて処刑した。このため趙津の兄弟が怒り、中央の宦官に賄賂を送り王允への復讐を行おうとした。宦官が桓帝に事実を捻じ曲げて報告したため、桓帝は王允の上司であった太原太守劉瓚を投獄し処刑した。王允は劉瓚の棺を持って太守の故郷の平原（山東省徳州市）まで持ち帰り、自分の親が死んだ場合と同じだけの3年間を喪に服し、喪が明けると復職した。
新任の太原太守の王球が、大して能力も名声も無い者を登用したのでこれを諫めた。すると王球はこれを不快に思い、王允を投獄して殺そうとした。それを聞いた刺史の鄧盛は、王允を救い出して自分の部下にしたという。このことで王允の名声は一躍高まった。
184年の黄巾の乱に際しては豫州刺史となり、荀爽・孔融らを幕僚に迎え黄巾軍を撃破した。乱終結後、王允は十常侍の張譲が黄巾軍と繋がっていたことを告訴したが、張譲が謝ったことで霊帝がこれを許してしまったため、張譲からの逆恨みで投獄されてしまった。死刑に処されるところであったが、多数の助命嘆願により命を救われた。

### 董卓政権
霊帝が死去すると、何進は妹（何太后）の子であった劉弁（少帝弁）を帝位に就けた。王允は何進に招かれて河南尹（首都洛陽を含む郡の長官）となり、劉弁が即位すると尚書令に任じられた。
その後、何進が宦官たちに殺されると、董卓がそれに代わって政権を握った。190年、董卓から司徒に選任され政務を執ることとなった。
しかしその後、董卓は暴政により少帝を殺害したり、洛陽を破壊して長安への遷都を強行したことで人望を失った。また董卓は、張温を袁術と内通している者であると誣告し鞭で打ち殺させたり、誘いを断った未亡人（皇甫規の妻）を棒で殺害したりした。さらに百官の前で投降した兵の舌をえぐり抜き、手足を切断させている最中に飲食するなど、様々な狂態が相次いだ。このような董卓の残虐な振る舞いや帝位簒奪の意思を見た王允は、友人の黄琬や部下の士孫瑞と話し合い、董卓暗殺計画を練って実施の準備を始めた。
結果的に暗殺を引き受けたのは、王允と同じ并州出身で董卓の寵臣となっていた呂布であった。呂布は董卓に信頼され、その養子となり身辺警護を勤めていたが、ある時に董卓の機嫌を損ねて手槍を投げつけられたことがあった。また董卓の侍女と密通しており、この事がばれないかと恐れていたという。そのような折に呂布の相談を聞いた王允は、自身の暗殺計画を打ち明け、呂布を説き伏せて仲間に引き入れた。192年4月、董卓が宮殿に参内した際、これを呂布に殺害させた。

### 三日天下
王允は殊勲者の呂布を奮威将軍に任じ、温侯に封じた。また、董卓の残党狩りを行なって董卓の一族を皆殺しにし、董卓派と見られる官僚らを粛清した。その中には文人として名高い蔡邕もいた。
しかし呂布をはじめとする多くの者が、旧董卓軍の涼州兵たちを特赦するよう提案したが、王允は｢年に二回特赦を出すことは慣行に背く」と拒否し、追放を決定した。さらに呂布らが、董卓の財産を協力した兵たちに賞与として分け与えるよう提案したが、王允はこれも拒否した。また董卓に厚遇されていた蔡邕が恩を感じ、董卓の死に嘆き悲しんでいた事に対して投獄し、獄中で歴史書の編纂を行おうとした事に対しても、死罪をもって対応した。このような固定観念に囚われた融通の利かない対応が、後に自らの首を絞めることになっていく。さらに王允がかねてから呂布を軽視し、呂布も自分の功績を誇ることが多かったため、両者の仲は次第に悪化していったという。

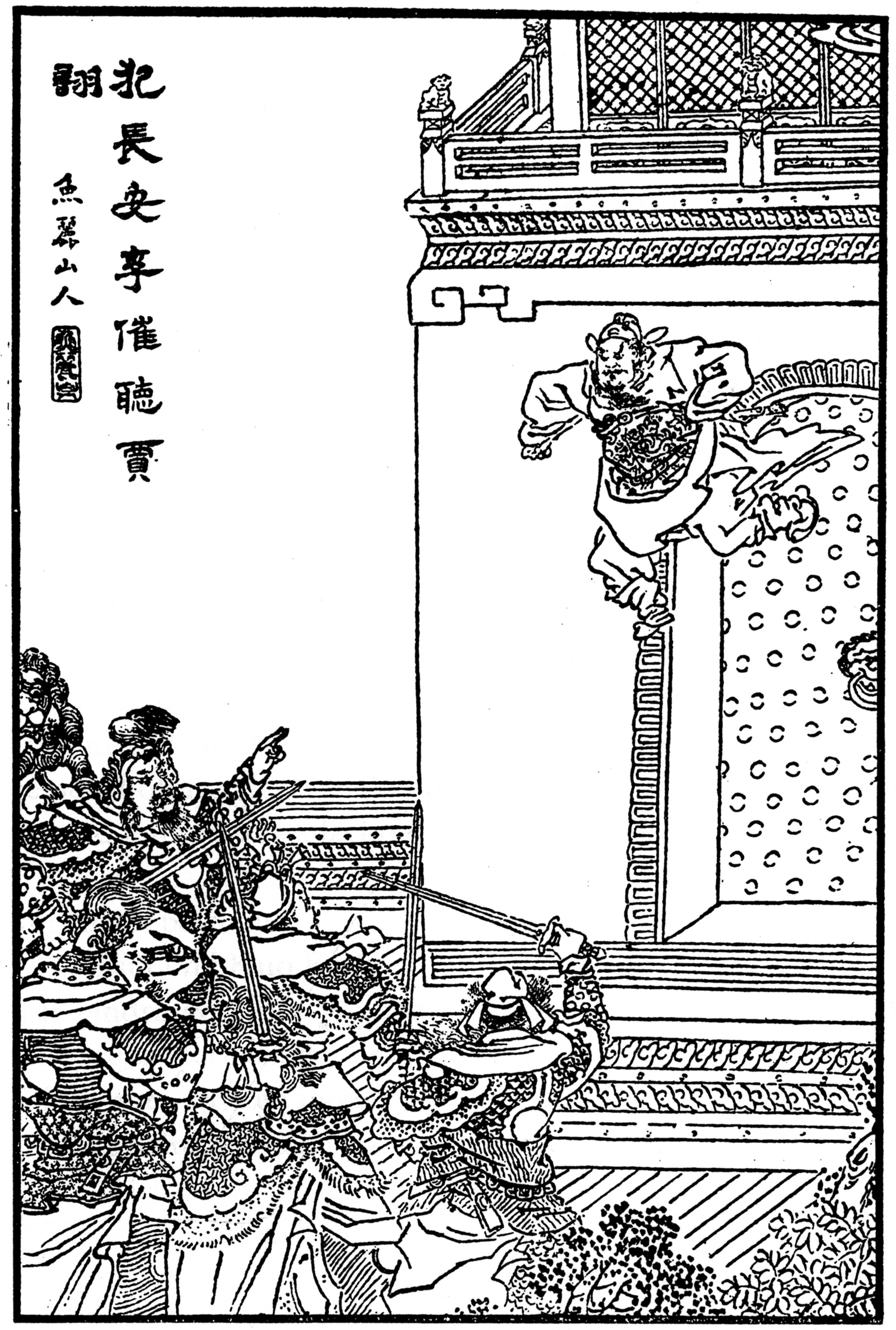
李傕と郭汜の反乱により投身自殺する王允（清代の三国志演義）

董卓の部下であった李傕・郭汜ら涼州出身者は降伏を願い出たが、前述のように王允は許さなかった。このため同年6月、李傕・郭汜らが賈詡の助言により都に攻め入ると、王允に反発した胡軫・楊定の裏切りもあり、王允・呂布らは敗北した。
敗れた呂布が撤退時に王允に同行を誘ったが、王允は

「国家の安泰が、私の願いでございました。これがかなわぬとあれば、命を捨てるまでの事。朝廷では幼い陛下が私だけを頼りにして下さっております。この期に及んで私一人だけ助かろうなどとは、とても私には出来ませぬ。どうか関東の諸侯によろしくお願い申し上げます。天下の事を忘れぬようにと、どうかお伝え下さいます様」

と処刑される覚悟で、長安に残った。
呂布を破った李傕らは長安へ侵入し、董卓暗殺に加担した有力者らを次々と殺害、献帝の避難所に迫った。献帝が李傕らを詰問したが、李傕らは「陛下に忠を尽くし、董卓暗殺の復讐をしたまでの事。終わり次第、罪を受けます」と弁明した。行き場を失った王允は逮捕・処刑された。享年57。王允の妻子らも殺害されて首を晒された。
長安の人々は、老若男女問わず全員が涙を流したという。後に許都へ移った献帝は、その忠節を思い殯（もがり）を改めて葬ると、司徒の印綬を郷里の郡へ送った。孫の王黒が安楽亭侯に封じられた。彼の墓は現在許昌市郊外にある。
宋の范曄は「王允が董卓を推戴して権力を分担したのは董卓の隙を伺うためであり、知る者はその本意が（帝への）忠誠にあったと知っていた」と評している。また同伝賛は「難に図って心を晦まし節を傾けた。功は全うすれどもは元は醜く、残党を残すことになった」と述べている。

## 三国志演義
小説『三国志演義』では、養女の貂蝉という美女を使って、董卓と呂布を仲違いさせたことになっている。この策を「連環の計」と呼ぶ。この話は上述の、呂布が董卓の侍女と密通していたという話から創られたと考えられる。また「七星宝刀」を董卓暗殺のため曹操に渡している。

## 小説
- 三国志名臣列伝 後漢篇　(宮城谷昌光、文藝春秋、2018年）